# الزبيدية
 الزبيدية  بلدة عراقية في محافظة واسط وسط العراق تقع على مجرى نهر. دجلة على بعد 100كم جنوب بغداد و80 كم شمال الكوت.